# Rhyacophila melli
Rhyacophila melli är en nattsländeart som beskrevs av Georg Ulmer 1926. Rhyacophila melli ingår i släktet Rhyacophila och familjen rovnattsländor. Inga underarter finns listade i Catalogue of Life.